# Israel Electric Corporation
Israel Electric Corporation (en hebreu: חברת החשמל לישראל‎) és el principal proveïdor d'energia elèctrica a Israel. IEC construeix, manté i opera estacions generadores d'energia, subestacions, així com les xarxes de transport i distribució.
La companyia és l'única empresa elèctrica integrada en l'Estat d'Israel i genera, transmet i distribueix pràcticament tota l'electricitat utilitzada en aquest Estat que, al seu torn, posseeix aproximadament el 99,85% de la companyia.
En la darrera dècada l'empresa va invertir més de US$ 9 mil milions en el desenvolupament del sector de l'electricitat a Israel. En l'any 2012 la companyia comptava amb aproximadament 12.500 empleats i va prestar servei a 2,5 milions de llars. L'actual CEO de l'empresa és Eli Glickman.

## Història
La Jaffa Electric Company, fundada al març de 1923 per Pinhas Rothenberg, posteriorment va ser absorbida amb la creació de la Palestina Electric Company.
La companyia es va constituir en el Mandat Britànic de Palestina amb l'objecte de produir, subministrar, distribuir i vendre electricitat als consumidors. La Israel Electric Corp. es va registrar per primera vegada sota el nom de The Palestine Electricity, Corporation Limited, modificant el seu nom en 1961 a l'actual The Israel Electric Corporation Limited.

## Actualitat
L'IEC és una de les majors companyies industrials d'Israel. Posseeix i opera una àmplia xarxa de distribució d'energia a nivell nacional, alimentada per 17 centrals elèctriques (incloent 5 grans centrals termoelèctriques), amb una capacitat instal·lada de generació de 10.899 MW.
La major part de la càrrega bàsica de l'electricitat es genera amb carbó, encara que des de finals de 2010, la majoria (55%) de la capacitat total de generació és amb plantes de gas natural. En 2009, la companyia va vendre 48.947 GWh, d'electricitat.
Per satisfer la demanda d'electricitat projectada al futur, el programa d'inversió de capital d'IEC va incorporar 2.578 MW de potència instal·lada a la fi de 2011. A més, el govern d'Israel està buscant empreses privades per generar un addicional de diversos milers de megavats a mitjan dècada de 2010.
La central elèctrica localitzada en les costes de Hadera, Orot Rabin, propietat de la IEC, té la segona estructura més alta d'Israel, ja que la seva xemeneia se situa a 300 metres d'altura, mentre que la central elèctrica Reading, localitzada a Tel-Aviv, va ser una de les primeres estacions generadores.